# Saint-Germain-le-Vieux
Saint-Germain-le-Vieux är en kommun i departementet Orne i regionen Normandie i nordvästra Frankrike. Kommunen ligger i kantonen Courtomer som tillhör arrondissementet Alençon. År 2022 hade Saint-Germain-le-Vieux 65 invånare.

## Befolkningsutveckling
Antalet invånare i kommunen Saint-Germain-le-Vieux
| Referens: INSEE |